# 檸檬鯊屬
檸檬鯊屬（學名：Negaprion）為真鯊科下的一屬，現存 2 種：分布於北美洲的檸檬鯊（N. brevirostris），與印度洋-太平洋海域的犁鰭檸檬鯊（N. acutidens）。兩種檸檬鯊均為體型粗大、緩慢遊動的鯊魚，棲息於沿岸淺海海域。吻部短而圓鈍，兩個背鰭大小幾乎一致，體色為帶有黃色的棕色（同時也是檸檬鯊名稱的由來）。

## 種
- 犁鰭檸檬鯊 Negaprion acutidens Rüppell, 1837
- 檸檬鯊 Negaprion brevirostris Poey, 1868
- †Negaprion eurybathrodon（英语：Negaprion eurybathrodon） Blake, 1862